# 廖健宏
廖健宏（1971年—），兒童繪本插畫家，和妻子林秀穗共同從事繪本創作。著有《癩蝦蟆與變色龍》、《司機爺爺》、《進城》和《老鼠吃了一座山》等繪本
。

## 作品
- 《稻草人》
- 《癩蝦蟆與變色龍》
- 《彩虹街》
- 《司機爺爺》
- 《小丑、兔子、魔術師》
- 《進城》
- 《黑西裝叔叔》
- 《鉛筆盒裡的祕密》
- 《老鼠吃了一座山》
- 《神探狗汪汪特務禮盒組》

## 得獎
- 國語日報兒童文學牧笛獎
- 陳國政兒童文學獎
- 好書大家讀年度最佳少年兒童讀物獎
- 信誼基金會幼兒文學獎的首獎、首屆信誼圖畫書獎
- 第二屆豐子愷兒童圖畫書獎評審委員推薦獎

## 受訪
- 2017年1月，淡江大學碩士生楊道揆訪問王金選、方素珍、李如青、胡其瑞、林秀穗、廖健宏、陳素燕、黃麟傑和蔡秀敏等一共九位現任臺灣繪本作家，寫成畢業論文。[3]。